# Christian Peacemaker Teams
Christian Peacemaker Teams (CPT) – chrześcijańska organizacja pacyfistyczna powołana w 1984 r. przez środowisko mennonitów. Jej celem jest pokojowe, oparte na zasadach wiary chrześcijańskiej rozwiązywanie konfliktów, będące alternatywą dla przemocy i działań zbrojnych oraz innych problemów związanych z naruszaniem praw człowieka.
Cele CPT realizowane są poprzez zorganizowane zespoły i delegacje, których członkowie przeszli odpowiednie treningi pokojowego rozwiązywania sporów, dostosowane do kultury społeczności w danym rejonie. Powoływane są również specjalne korpusy peacemakers, których członkowie działają przez trzy lata w rejonie wspierając lokalnych działaczy w próbach rozwiązywaniu konfliktów i utrzymaniu pokoju. Informują także o naruszeniach praw człowieka, nawiązują kontakt z lokalnymi mediami i prowadzą warsztaty.